# Usedlost čp. 8 (Dlouhomilov)
Usedlost čp. 8 stojí v obci Dlouhomilov v okrese Šumperk. Je chráněnou kulturní památkou ČR, která se nachází ve vesnické památkové zóně Dlouhomilov.

## Historie
V roce 1995 byla Ministerstvem kultury České republiky v Dlouhomilově část jeho území prohlášena za vesnickou památkovou zónu. Součástí památkové zóny jsou především empírové statky z první poloviny 19. století a byly zapsány do státního seznamu kulturních památek České republiky. Mezi ně náleží i kulturní památka venkovská usedlost čp. 8.

## Popis
Usedlost se rozkládá na ploše asi 40 × 24,8 m a tvoří ji obytné stavení a výměnek, které jsou obráceny štíty do údolí, příčné hospodářské křídlo a brána se zídkou. Hospodářské křídlo bylo přestavěno pro rekreační účely a má pultovou střechu. V zahradě, která byla přístupná úvozem, byla stodola.
Obytná budova je samostatně stojící přízemní omítaná stavba postavena z cihel na půdorysu obdélníku a zastřešena sedlovou střechou s atikovými štíty. Střecha a atikový štít jsou kryté břidlicovými šablonami. 
Štít obrácený do ulice je patrový po stranách segmentově vykrojený a lemovaným okřídlím se střapci. V dolní části jsou dvě obdélná okna rámovaná šambránou s dutýma ušima. Mezi okny je mělký výklenek s asyrským obloukem. Ve výklenku je v horní části trojúhelníkový symbol Boha Otce s paprsky, v dolní části je štuková mřížka. Nad okny je palmeta v podobě poloslunce a po vnějších stranách jsou kanelované polosloupy s toskánskou hlavicí a profilovaným abakusem. Polosloupy nesou archivoltu nad okny a výklenkem. Archivolta má vlys zdobený jehlany. Po vnějších stranách oken jsou malá oválná okénka diagonálně natočena a zdobena vavřínovým věncem. V horní části štítu uprostřed je půlkruhové okno lemované páskou s lomenou čárou a vlnkami. Kolem okna je profilovaná předstupující šambrána. Po stranách okna jsou štukové tabulky s nápisy ANNO a 1845. Ve vrcholu štítu je trojúhelníkový symbol Boha Otce.
Přízemní štítové průčelí je členěno třemi okenními osami, pásovou rustikou a je oddělené od štítu profilovanou korunní římsou, která pokračuje dále nad vstupní bránou a je zdobena štukovým třepením. Shora je krytá pultovou střechou krytou břidlicí. Také pásová rustika pokračuje z průčelí na zídku. Zápraží je kryto třemi arkádami. Toskánské sloupy nesou stlačené oblouky. Z arkád vedou dvě okna do světnice a do síně původní kazetové dvoukřídlé dveře, které jsou zdobeny v dolní části diamantovou kazetou, ve střední části rozetou s trojúhelníkovým frontonem a v horní části vsazeným sklem. Fasáda světnice a síně je opět zdobená pásovou bosáží a korunní římsou, pod kterou probíhá pletencová páska složená z půloblouků. Ostatní průčelí jsou hladká bez zdobení.  Přístup do podkroví nad chlévy je z úrovně terénu, protože zadní štítové průčelí je vnořeno do svahu.
Obytná budova má trojtraktovou dispozici. Na dva podélné trakty obytné části navazuje chlévní trakt. V obytné části v prvním traktu je vstupní síň zaklenutá plackou ve vrcholu se štukovým sluncem ve věnci. Komora (přestavěná na koupelnu) je na pravé straně síně spojená krátkou chodbou. Zaklenutí chodby a komory je stejné jako u vstupní síně. Dvoukřídlé točité schodiště do patra s dřevěnými stupni zapuštěnými do zdi vychází vlevo z chodby.  Pod tímto schodištěm vedou kamenné schody do sklepa. Schodišťové chodby mají segmentovou klenbu. Sklepní prostory jsou dvě řazené za sebou a zaklenuté cihlovou valenou klenbou. V levé části prvního traktu je světnice s trámovým stropem uprostřed podepřeným podélným průvlakem. V druhém obytném traktu jsou dvě místnosti zaklenuté plackou. V menší, která mohla sloužit jako černá kuchyně, je na stropě štukové slunce ve věnci. V podkroví je obytná světnice. Ve střeše jsou dva malé vikýře ve tvaru volských ok.
Budova výměnku je postavená na vysokém soklu a je o několik metrů vysunutá oproti hlavní obytné budově. Má sedlovou střechu s atikovým štítem krytou eternitem. Štítová strana má v přízemí tři okna, v trojúhelníkovém štítu jsou okna dvě. Ve dvorní fasádě jsou dvě zděné arkády se stlačeným obloukem a dvě okna. Do světnice, která zabírá celé průčelí, je  vstup ze síně. Z ní je také vstup do klenuté komory a plochostropé světničky. Síň je zaklenutá plackou. Výměnek je podsklepený nízkým sklepem s valenou cihlovou klenbou.
Štíty obytné budovy a výminku jsou propojeny nízkou opěrnou zdí a bránou, která má valbovou střechu. Vjezd má stlačený oblouk, branka pro pěší je ukončena půlkruhovým záklenkem. Na výměnek navazuje hospodářská budova, jejíž klenby jsou zřícené a jsou kryté pultovou střechou.
Ve dvoře roste mohutná lípa.